# Ta Nea
Ta Nea (in greco Τα Nεα?; lett. "le notizie") è il più diffuso quotidiano greco, con un predominio particolarmente evidente nella zona di Atene. Esce nel pomeriggio. Politicamente Ta Nea è vicina al partitio socialista PASOK che ha sostenuto particolarmente negli anni Ottanta e Novanta.
Ta Nea fu fondato nel 1931 da Dimitris Lambrakis, e appartiene al Gruppo Editoriale Lambrakis (Δημοσιογραφικός Όμιλος Λαμπράκη). Il direttore rimasto più a lungo in carica è Christos Lambrakis (In Greco: Χρήστος Λαμπράκης), figlio di Dimitris, a cui nell'agosto del 2005 è succeduto Stavros Psycharis.